# منطقه ویژه پارس جنوبی ۳
منطقه ویژه پارس جنوبی ۳، روستایی در دهستان تمبک بخش مرکزی شهرستان کنگان در استان بوشهر ایران است.

## جمعیت
بر پایه سرشماری عمومی نفوس و مسکن در سال ۱۳۹۵، جمعیت این روستا برابر با ۹٬۳۰۷ نفر (۲۸ خانوار) بوده‌است.